# 소음기

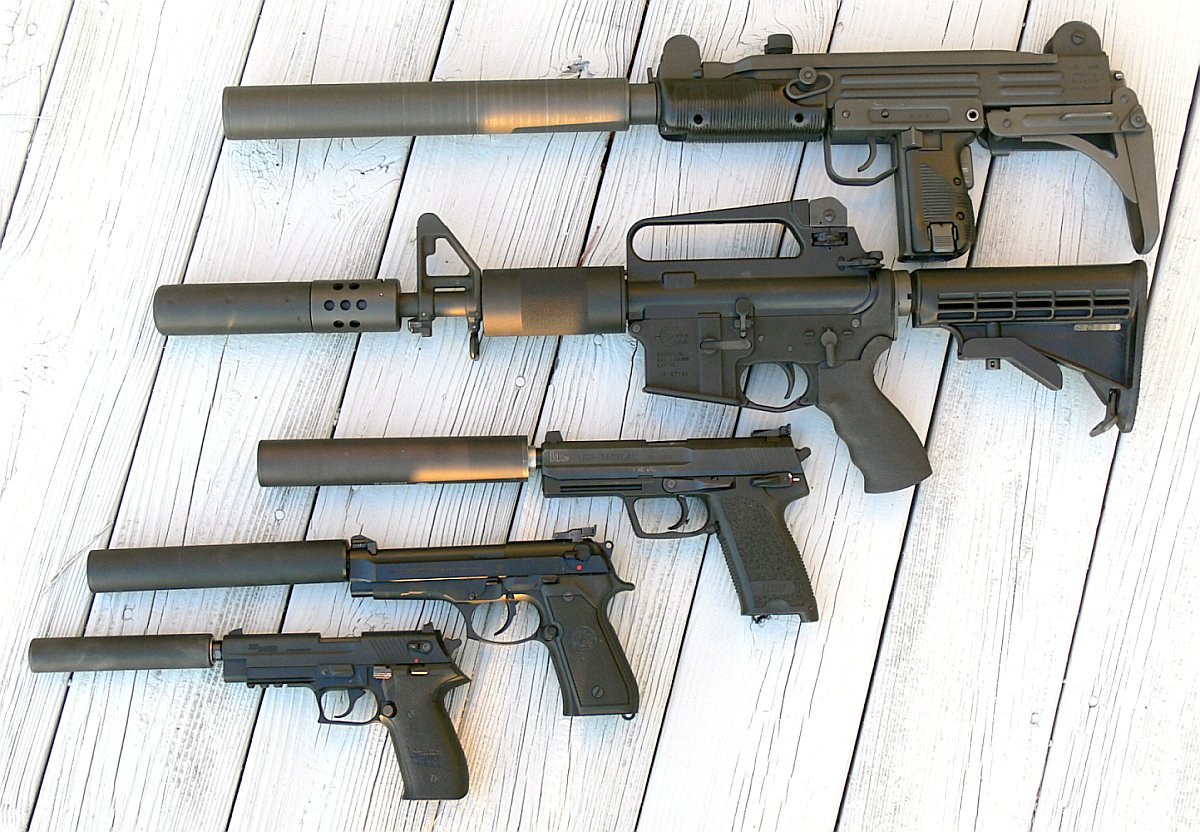
소음기를 착용한 총기들의 모습. 위쪽부터 IMI 우지, AR-15, HK USP, 베레타 92FS, SIG Sauer Mosquito.

소음기(消音器, 영어: Suppressor)는 총기의 총열부분에 끼우는 장비로, 총기의 총성과 광원을 감쇄시키는 작용을 한다.

## 소음 효과
소음기는 기본적으로 사람의 청각이 견딜 수 있는 140db이하로 감소시켜 주는 정도의 감쇄 효과를 가진다.
화기 발사 소음의 감쇄 정도(데시벨 기준)는 아래와 같다.
(Silencerco.에서 제공한 인포그래픽 참조)
- 도서관에서 속삭이는 소리 - 30 데시벨
- 구급차 사이렌 - 115 데시벨
- 소음기 장착 22구경 라이플 - 116 데시벨
- 천둥소리 - 120 데시벨
- 소음기 장착 9×19mm 패러벨럼권총 - 125 데시벨
- 접시 깨지는 소리 - 129 데시벨
- 굴착기 - 130 데시벨
- 소음기 장착 22구경 자동 소총 - 134 데시벨
- 소음기 장착 12구경 산탄총 - 137 데시벨
- 제트기 이륙 소음 - 150 데시벨
- 12구경 산탄총(비장착) - 160 데시벨
- 22구경 자동소총(비장착) - 165 데시벨

## 특징
소음기는 길이가 길거나 짧은 것등 다양하다.
탄속을 소리 속도 이하로 낮추지 않는 이상 소음 효과는 현저히 떨어지며, 여러발을 발사할 경우 총기의 노리쇠가 작동을 하지 않아 직접 탄피를 빼줘야 하는 등의 일이 빈번하다.

## 다중 매체에서의 소음기
영화나 게임에서는 대부분 권총이나 저격총에 착용해서 암살이나 잠입용으로 쓰는 경우가 대부분이며, 보통 실제 소음기의 효과보다 매우 과장되어 나온다.

## 소음기가 기본 장착된 총기들
K7 소음기관단총,
MP5 SD5,
웰로드,
VSS 빈토레즈,
KBP VSK94

## 같이 보기
- 소염기